# Nimbostratus
Un nimbostratus (Ns) est un genre de nuage stratiforme d'extension verticale importante, produisant des précipitations faibles à modérées mais sur de grandes superficies. Les nimbostratus sont souvent formés de plusieurs couches stratifiées sans forme définie et de couleur gris foncé,. La base d'un nimbostratus est en général inférieure à 2 000 m et son sommet peut atteindre les 5 à 10 kilomètres,. Le prefix nimbo- vient du mot Latin nimbus, qui signifie "précipitant". 

## Composition
Un nimbostratus est formé de gouttelettes en suspension, parfois surfondues, de gouttes de pluie, de flocons de neige et de cristaux de glace. Il s'étend sur une très grande distance horizontalement et verticalement. Sa grande opacité réduit considérablement le passage de la lumière solaire et l'absence de petites gouttes dans sa partie inférieure donne l'impression qu'il contient une source lumineuse faible. L'ancien nom du nimbostratus est nimbus. Ce nom est tombé en désuétude car la définition du nimbus était ambiguë et pouvait englober d'autres genres de nuages.

## Formation

Schéma d'un front chaud : la masse d'air chaud, en vert, s'élève au-dessus de la masse d'air froid, en orange, provoquant la formation de nuages, le plus souvent des nimbostratus.

Ils sont de la même famille que les stratus, les altostratus et les cirrostratus puisqu'ils se développent dans une masse d'air généralement stable. La différence avec ces derniers est dans l'extension verticale du mouvement ascensionnel qui dans leur cas ne se limite pas qu'à une seule couche de l'atmosphère. Ils sont le plus souvent associés avec l'approche et le passage d'un front chaud.  
En effet, le mouvement vers le haut le long de ces fronts est graduel, l'air de surface étant plus froid qu'en altitude ce qui limite la convection. L'air humide et chaud venant du secteur chaud s'élève et se refroidit par détente adiabatique et quand la température atteint celle du point de rosée, des nuages se forment. Le plus souvent, loin en avant du front le mouvement ne sera qu'en altitude. Des altostratus se formeront alors et l'augmentation du mouvement dans les basses couches de l'atmosphère permettront à l'altostratus de devenir un nimbostratus. Il arrive que des nimbostratus proviennent également de l'étalement de cumulonimbus lorsque l'humidité et les précipitations  laissées par ces derniers entre dans une masse d'air stable ou lorsque le réchauffement de surface qui les ont causés cesse. Robert A. Houze
fait l'hypothèse que les pluies stratiformes associées à la fin de vie d'un cumulonimbus sont associées à un effet de fontaine lorsque plusieurs colonnes ascendances convergent en altitude et que par conséquent, le cumulonimbus se transforme en nimbostratus. On le qualifie alors de nimbostratus cumulonimbogenitus ou nimbostratus cumulogenitus.
Lorsque la masse d'air est conditionnellement instable, lorsque la vapeur d'eau se condense, de la chaleur latente est libérée et la parcelle d'air qui s'élève va devenir plus chaude que l'air environnant et va donc être accélérée vers le haut. Des nuages convectifs peuvent alors se développer au sein du nimbostratus. Le nom officiel de ces nuages convectifs est cumulonimbus nimbostratogenitus (ou plus rarement s'ils sont moins élevés, cumulus congestus nimbostratogenitus).

## Temps associé
Le nimbostratus est associé à des chutes continues de pluie, de neige ou de granules de glace qui atteignent dans la plupart des cas la surface terrestre. Sa base, floue à cause des précipitations, est grise et souvent sombre. Elle est fréquemment associée à des nuages bas déchiquetés, des pannus, soudés ou non avec elle. 
Comme le mouvement vertical qui les crée est graduel, ils ne donnent généralement pas de turbulence importante mais peuvent être associés avec du givrage en altitude et de la pluie verglaçante au sol en saison froide. En effet, la température en altitude peut être au-dessus du point de congélation dans certaines couches alors qu'elle est sous ce point au-dessus et en dessous. La neige qui se forme en altitude se met à fondre dans la couche au-dessus de zéro Celsius puis regèle en dessous de cette couche. Ceci peut causer d'importants problèmes à l'aviation et aux activités humaines en surface.
Il arrive aussi parfois que des cumulonimbus dérivent de nimbostratus quand la masse d'air devient localement instable, surtout le long d'un front occlus, avec les dangers associés. Ils se manifestent alors au sol par un redoublement de la pluie et parfois par l'existence de coups de tonnerre.

## Mouvements verticaux à l'intérieur du nuage
En principe, un nimbostratus est un nuage non convectif en dehors des cellules convectives qui peuvent se former. En pratique, des courants ascendants et descendants peuvent se former à l'intérieur de la zone non convective du nuage qui peuvent atteindre 1 m/s. Ces observations ont été effectuées dans une zone de précipitations stratiformes qui correspond donc à un nimbostratus.

## Nuage vu d'avion
La partie principale du nimbostratus se trouve dans l'étage moyen mais la base du nuage (si elles définie) se trouve généralement au-dessous de 2 km. L'épaisseur du nuage varie entre 2 km et 8 km.
Au-dessous du nuage
La base du nuage est souvent sombre et souvent mal délimitée à cause des précipitations. Lorsque les précipitations sont fortes, il est souvent impossible de délimiter la base du nuage. Des pannus sont souvent présents et présentent une turbulence plus forte que sous le nuage correspondant.
À l'intérieur du nuage
La partie inférieure du nuage est assez sombre. Ce nuage est généralement en couche et la turbulence est modérée. Il arrive cependant souvent que des nuages convectifs se développent à l'intérieur du nuage et la turbulence est alors assez forte. La visibilité est médiocre et variable. Par endroits, elle peut être inférieure à 50 mètres. Un givrage d'intensité variable peut s'y produire.
Au-dessus du nuage
Vu d'au-dessus, le nuage ressemble assez souvent à un cirrostratus ou altostratus. La surface supérieure (assez floue)  peut être soit lisse, ondulée ou moutonnée. Dans une masse d'air conditionnellement instable, des cumulus congestus ou des cumulonimbus peuvent émerger de la masse nuageuse (appelés cumulonimbus nimbostratogenitus ou plus simplement altocumulonimbus qui est un nom non officiel).